# Monsieur Chocolat
Chocolat és una pel·lícula dramàtica francesa de 2016 dirigida per Roschdy Zem i protagonitzada per Omar Sy i James Thiérrée. Ha estat doblada al català com: Monsieur Chocolat.

## Argument
Belle époque. El pallasso Chocolat (Omar Sy) esdevé, el 1886, el primer artista negre de l'escena francesa. Forma un duo còmic amb el pallasso blanc George Footit en un univers especial amb el pallasso blanc, autoritari, i un pallasso negre que fa de cap de turc. Va ser també el primer en fer publicitat, el que va inspirar a altres artistes de l'època: Toulouse Lautrec o als germans Lumière de participar en algunes de les seves primeres pel·lícules. Ell i el pallasso Foottit (James Thierrée) van ser pioners en la creació d'un duo entre un pallasso “Carablanca” i un pallasso “August” negre. Chocolat, el nom del qual era Rafael Padilla, va néixer a Cuba cap a 1865 i, sent un nen, es va traslladar a Europa. A Espanya va treballar: a criat, enllustrador i miner. El destí el va portar a França a treballar al circ. Va passar de ser esclau a ser un home lliure, del circ al teatre, i de l'anonimat a la fama.

## Repartiment
- Omar Sy: Chocolat
- James Thiérrée: George Foottit
- Clotilde Hesme: Marie
- Olivier Gourmet: Oller
- Frédéric Pierrot: Monsieur Delvaux
- Noémie Lvovsky: Madame Delvaux
- Alice de Lencquesaing: Camille
- Alex Descas: Victor
- Olivier Rabourdin: Monsieur Gemier
- Xavier Beauvois: Félix Pottin
- Thibault de Montalembert: Jules Moy
- Héléna Soubeyrand: Régina Badet
- Christophe Fluder: Marval
- Antonin Maurel: Ortis
- Mick Holsbeke: Verd

## Crítica
- "El repte de relatar la fama i l'oblit de Rafael Padilla (...) Sy(...) torna a brindar aquí tota una lliçó interpretativa (...)[3]
- "Film biogràfic, amb la seva esperada exploració de les zones més difuses o amargues de l'artista biografiat (...) Ben interpretat, encara que atapeït de convencions (...)[4]
- "El retrat sobre el circ i el teatre de varietats en un París tan lluminós (...) com ple de clarobscurs és una petita pasada (...)[5]
- "Un biopic excel·lentment interpretat i dirigit a l'estil clàssic. (...) Les escenes de Foottit al circ són veritablement remarcables, l'acrobàtic Thiérrée -evocant l'estil de Chaplin- realment fa que el circ sembli de nou excitant"[6]